# NGC 5850
NGC 5850 (другие обозначения — UGC 9715, MCG 0-39-2, ZWG 21.6, IRAS15045+0144, PGC 53979) — спиральная галактика с перемычкой (SBb) в созвездии Дева.
Этот объект входит в число перечисленных в оригинальной редакции «Нового общего каталога».
В галактике вспыхнула сверхновая SN 1987B. Её пиковая видимая звёздная величина составила 15.